# 아스트라 (우주비행 기업)
아스트라(Astra Space, Inc.)는 캘리포니아주 앨러미다에 본사를 둔 미국의 우주발사체 회사이다. 아스트라는 크리스 켐프(Chris Kemp)와 애덤 런던(Adam London)이 2016년 10월에 설립했다. 이전에 언론에서 "스텔스 스페이스 컴퍼니"(Stealth Space Company)로 알려졌던 이 회사는 애실리 밴스(Ashlee Vance)의 블룸버그 L.P. 기사에서 공식적으로 "Astra Space, Inc."로 나타났다. 투자자로는 블랙록, 어드밴스(Advance), ACME, 에어버스 벤처스, 이노베이션 인디버스(Innovation Endeavors), 세일즈포스닷컴 공동 창립자 마크 베니오프(Marc Benioff), 전 디즈니 CEO 마이클 아이스너 등이 있다.